# Гелос
Гелос — один из первых в Российской Федерации аукционных домов.

## История
Антикварно-Аукционный Дом «Гелос» основан 17 февраля 1988 года, имеет лицензию № 1, лицензия на осуществление оценочной деятельности № 008214. Продажа коллекции «Инкомбанка» стала важной вехой не только в истории Аукционного Дома «Гелос», но и знаковым событием для всего российского антикварного рынка. В разные годы клиентами объединения «Гелос» были: Представители администрации Президента, парламента и различных министерств России, послы и сотрудники посольств иностранных государств в Москве, руководители Ассоциации Российских банков, группы «Мост», «Альфа-банка», Международного олимпийского комитета, музея-заповедника «Московский Кремль» и ГЦТМ им. Бахрушина, издательского дома «Коммерсантъ», газеты «Московский Комсомолец», еженедельника «Аргументы и факты», ИТАР-ТАСС, ВГТРК «Останкино» и многие другие.

## Критика аукциона «Гелос»
Аукцион «Гелос» периодически подвергается критике.  Например, аукцион обвиняют в том, что он часто выставляет никому неизвестные и малоинтересные произведения искусства, из которых нет возможности составить серьёзную коллекцию.

Такая ситуация "Гелос" очень даже устраивает - в своей нише галерейщики чувствуют себя всегда первыми и всегда лучшими. В отсутствие конкуренции не нужно развиваться, а можно лениво проводить серенькие аукционы серенькой живописи. Несколько лет назад "Гелосу" дали шанс продемонстрировать свои силы, поиграть мускулами - аукционному дому государство поручило провести распродажу знаменитой коллекции разорившегося Инкомбанка. Но "Гелос" умудрился провалить даже эти торги, которые, займись ими Sotheby's, наверняка бы стали сенсационными. Вот и остается продавать никому не известных Пырикова, Черноиванова да Жашкова— Статья "Оборот "черного арт-рынка" в России составляет от $300 млн до $1,5 млрд", газета "Известия" от 30.08.04

## Услуги
- Антикварные Аукционы
- Антикварные Аукционы в Интернет или по телефону
- Продажа предметов через салон
- Экспертная оценка и консультации по вопросам антиквариата
- Юридические консультации по вопросам антиквариата
- Подбор и комплектование коллекций
- Образовательные программы